# Taira Nono
Taira Nono (3 de septiembre de 1968, Tokio, Japón) es el único torero japonés en activo.

## Biografía
Nacido en Tokio (Japón), en 1997 viajó desde su país natal hasta España con el objetivo de convertirse en torero. Entrenó con su íntimo amigo Victor Rául Vargas, de Almonaster la Real. 
El 17 de octubre de 1999, debutó como novillero sin picador en la Plaza de toros de La Merced (Huelva), cortando una oreja. El 5 de septiembre de 2002, se tiró de espontáneo en la corrida centenaria de Plaza de toros la Merced para pedir una oportunidad. Desde entonces, ha participado en numerosas novilladas sin picadores.

El 29 de septiembre de 2007, se casó en Huelva capital. Un evento mediático cuyo plato fuerte fue una rua por la ciudad que paralizó el tráfico. En la ceremonia asistieron personalidades como el embajador japonés, Motohide Yoshikawa.

En el 2 de agosto de 2009 debutó con picadores y cortando una oreja.

Taira Nono, es el tercer japonés en la historia de la tauromaquia tras Masashi Yamanaka "El terremoto de Japón" y Atsuhiro Shimoyama "El niño del sol naciente" ), y el único japonés que llega a novillero con picador.